# Ligaspis maculata
Ligaspis maculata är en insektsart som beskrevs av Sadao Takagi 2002. Ligaspis maculata ingår i släktet Ligaspis och familjen pansarsköldlöss.
Artens utbredningsområde är Filippinerna. Inga underarter finns listade i Catalogue of Life.